# Basavana Bagevadi
Basavana Bagevadi là một thị xã panchayat của quận Bijapur thuộc bang Karnataka, Ấn Độ.

## Nhân khẩu
Theo điều tra dân số năm 2001 của Ấn Độ, Basavana Bagevadi có dân số 28.582 người. Phái nam chiếm 51% tổng số dân và phái nữ chiếm 49%. Basavana Bagevadi có tỷ lệ 53% biết đọc biết viết, thấp hơn tỷ lệ trung bình toàn quốc là 59,5%: tỷ lệ cho phái nam là 63%, và tỷ lệ cho phái nữ là 42%. Tại Basavana Bagevadi, 16% dân số nhỏ hơn 6 tuổi.